# Carlos Orleans Brandão
Carlos Orleans Brandão (Colinas, Maranhão, 11 de maio de 1926 – São Luís, Maranhão, 23 de julho de 1992) foi um médico, político e servidor público brasileiro. Pai do atual governador do Maranhão, Carlos Brandão, teve atuação destacada na política estadual, exercendo cargos como prefeito, deputado estadual e conselheiro do Tribunal de Contas do Estado do Maranhão.

### Formação e carreira médica
Formou-se em Medicina pela Escola de Medicina e Cirurgia do Rio de Janeiro em 1951. Atuou como chefe de distritos sanitários em Pinheiro, Pastos Bons e Colinas. Foi médico da Divisão de Assistência do Departamento Técnico Normativo da Secretaria de Saúde do Maranhão, diretor do Departamento Estadual de Saúde e secretário estadual de Saúde.

### Vida política
Foi eleito deputado estadual do Maranhão em duas legislaturas:
- Em 1962, pelo Partido Social Democrático (PSD)
- Em 1966, pela Aliança Renovadora Nacional (ARENA)

Também exerceu o cargo de prefeito de São Domingos do Maranhão, onde teve atuação relevante na administração municipal.

### Tribunal de Contas
Em 1976, foi nomeado conselheiro do Tribunal de Contas do Estado do Maranhão, em vaga aberta com o falecimento do conselheiro Miécio de Miranda Jorge. Tomou posse em 22 de abril de 1976 e aposentou-se em 27 de julho de 1989.

### Vida pessoal
Carlos Orleans Brandão nasceu no município de Picos, que posteriormente passou a se chamar Colinas em 1943, para evitar confusão com a cidade homônima no Piauí. Faleceu em São Luís em 1992.